# Charlie Powers (Cellist)
Charlie Powers (* im 20. Jahrhundert) ist ein US-amerikanischer Cellist.
Powers begann seine Ausbildung als Cellist dreijährig bei Jeannette Chapman. Nach dem Abschluss der Bellarmine Preparatory High School in Tacoma studierte er am New England Conservatory bei Colin Carr, John Michel, Richard Aaron, David Wells, Michael Mermagen und Natasha Brofsky mit einem Abschluss als Bachelor of Arts 2001. Er trat mit dem Boston Philharmonic Orchestra auf und war im Sommer 2005 Erster Cellist im Tanglewood Music Center Orchestra unter James Levine. Im September 2005 wurde er im Rang eines Staff Sergeant Cellist im “The President’s Own” United States Marine Chamber Orchestra.
Er war u. a. Mitglied des Kaohsiung City Symphony Orchestra in Taiwan und hatte Auftritte im Weißen Haus, im State Department, der Kongressbibliothek, dem Kennedy Center und der Residenz des Vizepräsidenten. In der Saison 2014–15 war er Cellist im Pittsburgh Symphony Orchestra. Er ist Gründungsmitglied des Pittsburgh Cello Quartet, des Teiber String Trio und der Phillips Camerata und trat mit Musikern wie Yo-Yo Ma, Ricardo Morales und Peter Wiley auf. In Tanglewood wurde er mit dem Karl Zeise Memorial Cello Award ausgezeichnet. Er spielte Uraufführungen von Werken Aulis Sallinens und Jennifer Higdons für Cello und Orchester.